# Walter Olmos
Walter Olmos (* 21. April 1982 in San Fernando del Valle de Catamarca; † 7. September 2002 in Buenos Aires) war ein argentinischer Cuarteto-Sänger.

## Leben
Walter Olmos wuchs in San Fernando del Valle de Catamarca in ärmlichen Verhältnissen auf und begann schon in früher Jugend, in lokalen Clubs als Cuarteto-Sänger aufzutreten. 1999 wurde er vom damals auf dem Höhepunkt der Popularität stehenden Rodrigo Alejandro Bueno, genannt Rodrigo, bei einem Auftritt entdeckt. Durch diesen Vorfall brachte er es zu einem Major-Plattenvertrag und er wurde bald darauf sogar über die Grenzen Argentiniens hin bekannt.
Olmos’ Karriere währte nur kurz: 2002 beging er unter ungeklärten Umständen Suizid. Vermutet wird, dass er mit Freunden im Kokain-Rausch (Walter Olmos war von dieser Droge abhängig) ein Russisch-Roulette-Spiel veranstaltet hatte.
Der bekannteste Titel von Walter Olmos – und einer der bekanntesten Cuarteto-Titel überhaupt – war Por lo que yo te quiero (2000), ein Song, der besonders in einer Live-Version bei einem Auftritt in Buenos Aires mit der Band von Rodrigo populär wurde und sogar in Deutschland auf einem Latin-Sampler erhältlich war.
Walter Olmos wird oft als „Ziehsohn“ oder „Nachfolger“ des 2000 verstorbenen Rodrigo angesehen. Viele Fans dieses Sängers liefen nach dessen Tod in seine Fangemeinde über. Nach seinem Tod begannen diese Fans esoterische, beinahe religiöse Vergleiche der beiden Todesfälle anzustellen, man sprach sogar davon, dass Rodrigo „sich seinen Ziehsohn zu sich in den Himmel geholt habe“.

## Diskografie
- A pura sangre, 2000
- Desde Catamarca al Mundo, 2001
- La Locomotora, 2002

| Personendaten    | Personendaten                       |
| ---------------- | ----------------------------------- |
| NAME             | Olmos, Walter                       |
| KURZBESCHREIBUNG | argentinischer Cuarteto-Sänger      |
| GEBURTSDATUM     | 21. April 1982                      |
| GEBURTSORT       | San Fernando del Valle de Catamarca |
| STERBEDATUM      | 7. September 2002                   |
| STERBEORT        | Buenos Aires                        |